# Morten Olsen (handbollsspelare)
Morten Toft Olsen, född 11 oktober 1984, är en dansk handbollsspelare (mittnia).

## Klubbkarriär
Olsen är född i och växte upp i Osted, Lejre kommun i Danmark. Morten Olsen spelade 2003–2005 för GOG Gudme i Danmark och sedan ett år för Mors-Thy Håndbold 2005-2006. Han var i Viborg HK under ett år till 2007 innan han avslutade  spelåren i Danmark med tre år för Bjerringbro-Silkeborg 2007-2010 innan han blev proffs i TSV Hannover-Burgdorf. 2013 till 2015 spelade han i franska ligan för Saint-Raphaël Var Handball. Han avslutade sitt kontrakt med Saint-Raphaël Var Handball i förtid för att återförenas med  TSV Hannover-Burgdorf, som han hade spelat för under perioden 2010-2013. Han återvände till TSV Hannover-Burgdorf 1 juli 2015 efter ett kortvarig kontrakt med Al Rayyan SC. Efter fem år till i TSV Hannover-Burgdorf återvände Morten Olsen till dansk klubbhandboll. Han började då 2020 spela för GOG. I november 2023 bröts kontraktet. Han skrev då på för Bjerringbro-Silkeborg.

## Landslagskarriär
Morten Olsen debuterade i landslaget i april 2006, men det gick nästan ett årtionde, innan han fick ett genombrott som bärande landslagsspelare. I allt har han spelat 118 landskamper och gjort 218 mål för Danmark.  Han första mästerskapsturnering spelade han 2016 i OS. Tidvis har Morten Olsen spelat en stor roll i landslaget exempelvis i VM-finalen 2019, då han stod för åtta mål när Norge besegrades. I andra perioder har Morten Olsen suttit mest på bänken, vilket han tidigare har retat sig på. Under början av VM 2019 styrketränade han nattetid för att bli av med sin frustrationer.
Med landslaget har han vunnit guld i OS 2016 i Rio de Janeiro och silver i OS 2020 i Tokyo. Däremellan blev han dubbel världsmästare med Danmark i VM 2019 och 2021. Efter säsongen 2021 slutade han i han spela för landslaget.

## Privat
Morten Olsen är  enäggstvilling och brodern heter Kenneth. De föddes med en minuts mellanrum. Kenneth Olsen spelade också handboll, och under flera år spelade de ungdomshandboll i samma lag. 2005 blev de båda ungdomsvärldsmästare i handboll.